# Walter Haworth
Sir Walter Norman Haworth (n. 19 martie 1883, Chorley, Anglia, Regatul Unit al Marii Britanii și Irlandei – d. 19 martie 1950, Barnt Green⁠(d), Bromsgrove⁠(d), Anglia, Regatul Unit) a fost un chimist britanic, laureat al Premiului Nobel pentru chimie (1937).